# Miss Mundo 1958
Miss Mundo 1958 foi a 8ª edição do concurso de beleza feminino de Miss Mundo. O certame idealizado pelo gerente de vendas publicitárias da Mecca Leisure Group, Eric Douglas Morley, foi especialmente dirigido este ano Dennis Monger e Peter Webber, já que Morley estava doente. Realizado no dia 13 de outubro de 1958 e tendo como palco o Lyceum Theatre, o concurso reuniu vinte (20) candidatas - três a menos que a edição anterior - de diferentes países. A vencedora do certame foi a representante da África do Sul, Penelope Anne Coelen, coroada pelas mãos de Charles Eade e Bob Russell, na ausência da Miss Mundo do ano anterior.

## O Concurso

### De Miss Grã-Bretanha a Miss Reino Unido
Eric Morley havia decidido retirar seu apoio ao "National Bathing Beauty Contest", realizado em Morecambe, onde a representante da Grã-Bretanha era eleita para a disputa de Miss Mundo. Isso aconteceu porque ele não concordou com a organização local. Além disso, Charles Eade, do jornal "Sunday Dispatch", fora promovido a Diretor da organização dos "Jornais Associados do Reino Unido" e deixara o cargo no jornal, e o novo diretor do jornal havia decidido não continuar apoiando esses concursos de beleza, não patrocinando nenhum, incluindo os de Morley. Após a retirada do jornal do concurso, a Mecca Dancing fez o mesmo, e embora o título de "Miss Grã-Bretanha" tenha sido estabelecido por Morley para dar maior status ao "National Bathing Beauty Contest" e, para evitar problemas legais, decidiu que o novo concurso que organizaria não seria chamado de "Miss Grã-Bretanha", mas "Miss Reino Unido", um título que ninguém havia usado até aquele momento.
O ex-diretor de publicidade da Morecambe, Harry Porter residia em Blackpool, sendo o novo secretário de turismo daquela cidade, então Morley decidiu continuar contando com seu apoio e realizar seu novo evento em Blackpool. Foi assim que a primeira edição do concurso "Miss Reino Unido" ocorreu naquela cidade na quinta-feira, 28 de agosto de 1958, em clara competição com o já existente "Miss Grã-Bretanha", realizada nesses mesmos dias em Morecambe. A vencedora da primeira edição foi Eileen Elizabeth Sheridan.

### Concursos nacionais cancelados

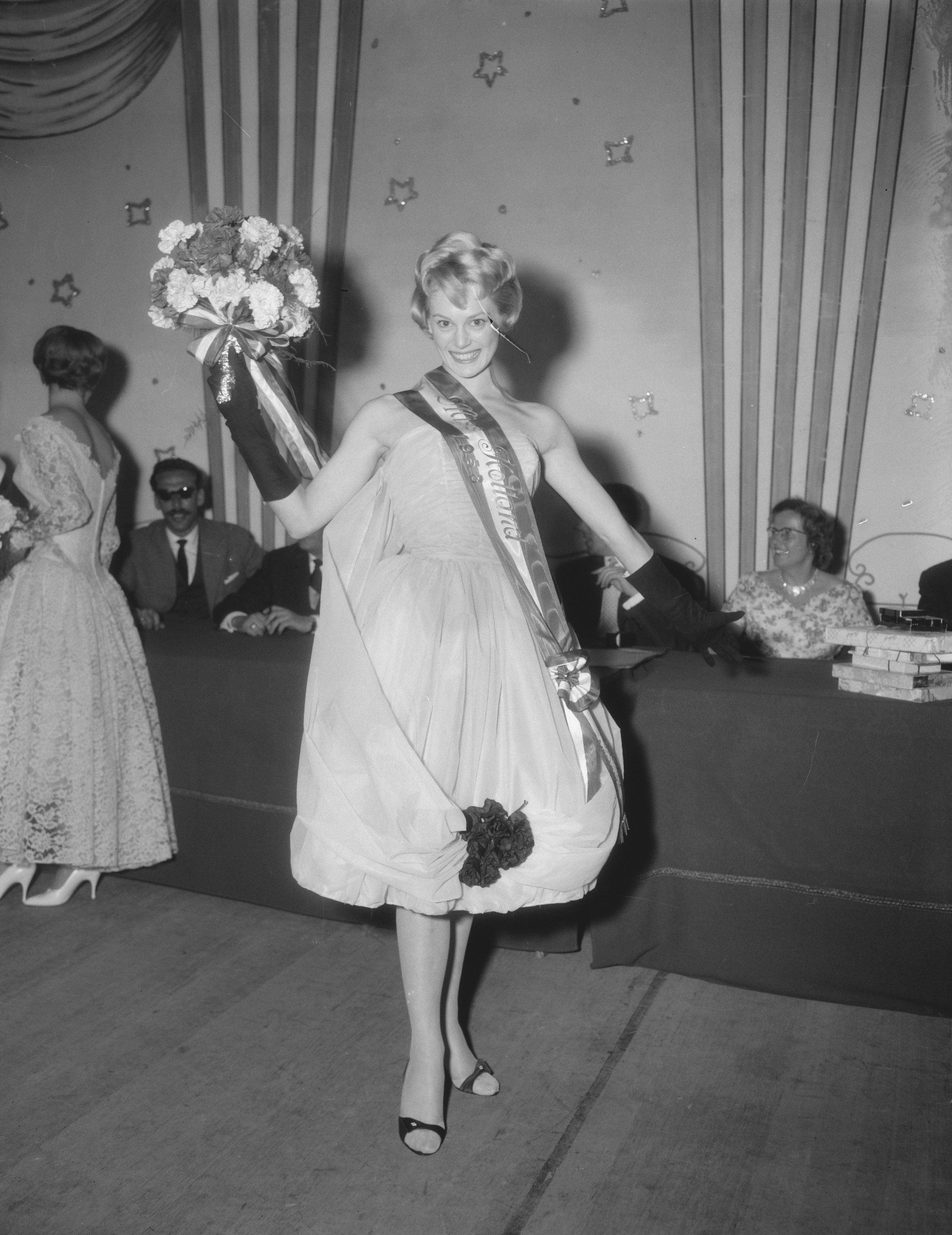
Lucienne Struve, após ter sido eleita Miss Holanda em 1958.

Como todos os anos, devido a problemas econômicos, alguns países que escolheram suas rainhas não podiam enviar suas representantes para o concurso britânico, como foi o caso de dois países africanos: Miss Egito (Leila Saad) e Miss Gana (Janet Ohene-Agyei Boateng). Embora a senhorita Gana tenha recebido uma viagem a Londres como prêmio, a menina preferiu utilizar seu prêmio no mês de maio e não voltou mais para o concurso mundial no mês de outubro.
Como ocorreu no Ceilão e em Honduras, o concurso Miss Suíça não foi realizado este ano. Por outro lado, e após o sucesso da turnê sul-americana realizada pela Miss Mundo 1957, Marita Lindahl, o Brasil decidiu enviar pela primeira vez uma representante ao concurso, a escolhida foi Sônia Maria Campos, Miss Pernambuco e Vice-campeã do Miss Brasil 1958, eleita em 19 de junho daquele ano. A Colômbia também planejava enviar uma representante pela primeira vez, mas Luz Marina Zuluaga estava impossibilitada de disputar, já que havia ganho o título de Miss Universo 1958 em Long Beach em julho. Portanto, o Brasil foi o único país que estreou naquele ano na competição inglesa.
Após o fracasso de Charlotte Sheffield na edição do ano anterior, os organizadores do Miss USA decidiram se retirar do concurso inglês, para que não mais enviassem a primeira sucessora de seu evento para Londres. Mas, felizmente para Morley, uma nova organização decidiu realizar um concurso para enviar a vencedora ao Miss Mundo, sendo este o evento de "Rainha dos Estados Unidos", realizado no hotel Henry Hudson em Nova York em 18 de setembro, sendo vencido por uma senhora e mãe de dois filhos, Nancy Anne Corcoran, de Washington Heights, Nova York.
A Bélgica escolheu Michele Gouthals como campeã em 1958, no entanto, ela não foi ao Miss Mundo. Em vez disso, os belgas novamente enviaram sua rainha de 1957, a loira de 19 anos Jeanne Chandelle ao concurso de Morley em Londres. As razões poderiam ter sido porque a menina não gostou do concurso do ano anterior, porque assim que chegou à capital britânica ficou doente com a gripe asiática e só pôde se recuperar para a noite final do evento. Com a aprovação de Morley, a belga participou novamente do seu concurso.

### Ausência de Eric Morley
Em 1958, o trabalho de Morley na Meca era muito mais desgastante. Além de estar encarregado de todas as promoções, incluindo o programa de televisão "Come Dancing" desde a sua criação em 1949, concursos de beleza e outras competições organizadas pela Mecca Dancing, ele também era responsável pela supervisão dos salões de dança da Meca, não apenas no Reino Unido, mas em outros países. Havia tanta pressão em ter que organizar tudo diretamente, que o estresse trouxe consequências para a saúde do empresário.
No final de setembro, a empresa o enviou ao Canadá para discutir possibilidades de abrir salões de dança naquele país, e ele fez uma excursão de dez dias por várias cidades canadenses. Ao retornar a Londres no início de outubro, Morley caiu de cama com febre alta e manchas no rosto. Ele teve que ser internado na clínica de Queensgate com um ataque severo de Herpes zoster, que incomodou um nervo no nariz e também poderia lhe custar a visão no olho direito. Em vista do que aconteceu, seu chefe imediato da Mecca Dancing, Carl Heimann, dispensou-o por três meses, apesar de querer deixar a clínica para organizar o concurso Miss Mundo, que estava prestes a ocorrer.
Morley não teve outra escolha senão delegar funções ao seu diretor-gerente, Walter Pickard. Da mesma forma, ele teve o apoio de muitas pessoas da empresa para tornar o concurso de 1958 um sucesso. Seu ex-secretário, Jean Gibbons, que na época era diretor de uma subsidiária, também prestou apoio. Pickard cuidou não apenas dos detalhes da noite final do concurso, mas também do Baile da Coroação realizado no Café de Paris. Para o ajudar em seu trabalho, a Mecca Dancing trouxe o americano Bob Russell de volta para ajudar na produção do evento. Para reduzir custos, este ano as meninas não ensaiavam anteriormente no Lyceum Ballroom, mas faziam isso em salas emprestadas e onde os espaços do palco do Lyceum eram marcados com fitas.
Devido a sua doença, Morley não podia se encarregar de convites para diferentes países e tinha que confiar cegamente em seus diretores. Naquele ano, era esperada a participação de 25 países, mas a Miss Áustria, Johanna (Hanni) Ehrenstrasser, venceu o concurso Miss Europa de 1958 semanas antes e, portanto, não pôde participar da final do concurso. Os organizadores pensaram em enviar a sua rainha de 1957, Elisabeth "Sissy" Schübel-Auer, mas, devido à correria, esse plano não se concretizou. Enquanto Morley passava sua convalescença na Espanha, as candidatas à Miss Mundo estavam prestes a chegar a Londres para a oitava edição do concurso.

### Noite final

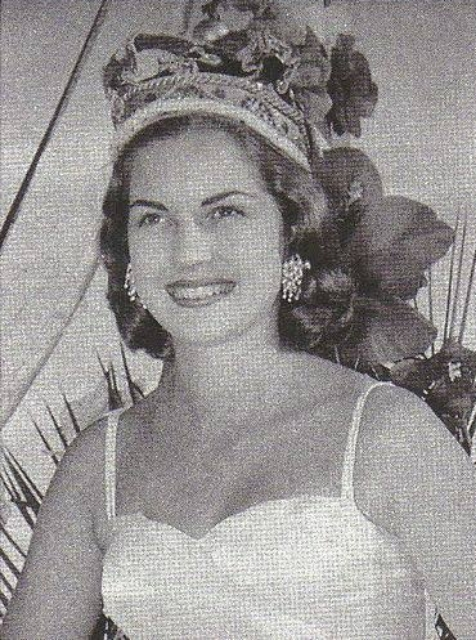
A sul-africana campeã, Penelope Coelen, de Durban.

Na ausência de Eric Morley, Charles foi quem deu os parâmetros de escolha para o restante dos juízes: figura, pernas, comportamento, beleza facial, charme e personalidade. E de acordo com Eade, 50% da pontuação seria do desfile de de biquíni. As 20 candidatas desfilaram, como sempre, primeiro em vestidos de noite e, posteriormente, em traje de banho de uma peça, em ordem alfabética. Nesta última etapa, como era tradição, elas foram despidas de capas elaboradas por dois modelos, para que suas figuras pudessem ser mostradas aos juízes e ao público. Após esses desfiles, Bob Russell entrevistou cada uma das participantes por um minuto.
Às 21h45, a transmissão ao vivo pela BBC da última meia hora do concurso começou durante o segmento de entrevistas com comentários de George Elrick. Depois que o concurso terminou, Russell foi criticado pela imprensa inglesa por fazer perguntas estúpidas às belezas. Por exemplo, ele começou a flertar com a Miss Suécia e disse a ela que, se ela não fosse casada e se ela ficasse em Londres por mais três dias, acabaria se casando. Depois da conversa com Russell, as 20 participantes fizeram o último desfile grupal de maiô. A música do intervalo ficou a cargo da Sydney Thompson Orchestra. Posteriormente, foi realizado o primeiro corte, de 20 meninas para 6 finalistas. O mestre de cerimônias divulgou os nomes das 6 sortudas em ordem alfabética (em inglês): Dinamarca, França, Holanda, Holanda, África do Sul, Suécia e Reino Unido.
As 6 finalistas mais uma vez desfilaram e posaram juntas na frente dos juízes para que eles emitissem a seleção final. Enquanto os votos foram tabulados, Bob Russell dedicou uma serenata a elas. Os juízes deram seu veredicto e o resultado final foi anunciado pelo mestre de cerimônias, como sempre, em ordem inversa, enquanto as 6 finalistas esperavam nos bastidores. Quinto, com um prêmio de £ 50, Miss Holanda, Lucienne Struve, uma modelo de 19 anos, de Roterdã. Na quarta posição, Miss Suécia, Gunilla Harriett Margareta Wagstrom, uma secretária de 20 anos de Estocolmo, que ganhou um prêmio de £ 60. Em terceiro lugar, Miss Dinamarca, Vinnie Ingemann, uma dançarina de 18 anos de Copenhague com £ 75. Em segundo lugar, Miss França, Claudine Oger, uma estudante de 17 anos de Paris e ganhadora de um prêmio de £ 100. Havia duas garotas esperando nos bastidores e os nervos se tornaram cada vez mais evidentes.
Bob Russell mencionou o nome da vencedora, Penelope Anne Coelen, Miss África do Sul, uma secretária de Durban de 18 anos, com cabelos cor de mel, olhos castanhos e medidas de 35-23-36, que recebeu o cetro e a coroa das mãos do próprio Charles Eade e Bob Russell, na ausência da Miss Mundo do ano anterior. Ela ganhou uma coroa com um novo design, diferente do que eles usaram nos últimos anos, um cheque de 500 libras esterlinas, um enorme buquê de flores e um carro esportivo no valor de 700 libras. Este ano, a vencedora não recebeu a rosácea de prata habitual após a retirada do jornal Sunday Dispatch como patrocinadora do evento. Tanto a audiência quanto as próprias candidatas ficaram muito satisfeitas com o triunfo da garota sul-africana. "Todos esperávamos que Penelope vencesse, ela é muito doce, não é?" Miss Reino Unido disse após a coroação. "Não posso acreditar, estou muito feliz", disse a vencedora animada à mídia após seu triunfo na boate Café de Paris.

### Campeã
Penelope Anne Coelen nasceu no subúrbio de Shepperton, Middlesex, Inglaterra, em 15 de abril de 1940. Morou na Cidade do Cabo, em Witbank, Pretória, Suazilândia, Benoni e Estcourt antes que sua família finalmente se estabelecesse em Durban. Tudo relacionado a beleza sempre a fascinou e, enquanto ela era estudante do ensino médio, vendia cosméticos durante as férias escolares. Ela ganhou os concursos "Miss Sparletta", "Miss Jantzen", "Miss Landstem", "Cape Beauty Queen", "Miss Margate" e, é claro, Miss África do Sul e Miss Mundo. Antes que um caçador de talentos a notasse, ela concluiu um curso de secretariado e foi contratada como datilógrafa por um arquiteto.
Ela ganhou ampla atenção internacional durante seu reinado e recebeu várias ofertas lucrativas de trabalhos como modelo. "Penny", como era chamada, fez sua primeira visita aos Estados Unidos em 23 de novembro de 1958 e foi convidada a participar do programa de televisão "To Tell the Truth" produzido e transmitido pela CBS na cidade de Nova York em 25 de novembro daquele ano. Depois de seu reinado, ela tentou a sorte em Hollywood com a ajuda de James Garner, mas falhou em seu teste de tela. Mais tarde, ela retornou à África do Sul, administrou sua própria linha de roupas e promoveu produtos de beleza, principalmente perfumes.
Ela se casou em 1960 com o rico produtor de cana Michel Rey, da província de KwaZulu-Natal. Depois de viajar pelo mundo e socializar com a alta sociedade, lutou para se adaptar à vida em uma fazenda solitária sem eletricidade ou água quente. "Eu era uma recém-casada miserável e sempre me perguntava para onde deveria viajar, imaginando o que estava fazendo em uma fazenda. Decidi queimar meus diários do meu tempo como Miss Mundo, porque não queria mais viver no passado", disse. Ela lamentou queimar esses diários, pois gostaria de adicioná-los à sua coleção de lembranças da vida, que incluem muitos momentos mágicos. "Uma das minhas melhores lembranças foi na Áustria. Fui chamada para a varanda do Palácio de Schönbrunn em Viena. A lua cheia brilhava nas árvores do vasto jardim e uma carruagem branca apareceu".
No entanto, memórias trágicas puniram Coelen-Rey. "O que realmente me fez pisar em terra foi quando perdi meu primeiro filho." Ela não desistiu e teve cinco filhos depois. "Dediquei os primeiros 15 anos do meu casamento completamente aos meus filhos. Lembro-me de costurar camisolas quando eram pequenos e depois lavar e secar uniformes do exército quando meus filhos chegavam em casa nos fins de semana. Eu ainda me vejo pendurando aqueles uniformes em aquecedores para secar". Aos 35 anos, a loira sul-africana treinou como cabeleireira e abriu o "Salon de Beauté" na fazenda.
Depois de 14 anos, ela decidiu que era hora de mudar novamente e, desta vez, ingressou na arte de falar em público. Ela falava sobre beleza, entretenimento doméstico, saúde e coordenação de moda. "Foi incrivelmente estressante, porque eu sempre fiquei aterrorizada por ter esquecido o que queria dizer". Então ela mudou para o ramo artístico. Ela gostava de pintar e passar o tempo com artistas enquanto aprendia com eles, que muitas vezes se tornavam grandes amizades.
Ela também criou cavalos de corrida e se tornou especialista em tiroteio. Quando chegou a hora de sair da fazenda, ela converteu sua nova casa em uma casa de hóspedes, para grande consternação do marido. A casa foi vendida mais tarde e se tornou o "Hotel Izulu", que foi fechado recentemente. Em geral, sua vida era boa, até a tragédia ocorrida em junho de 2004, quando seu filho Nicholas sofreu um estranho acidente de pólo. "Houve uma colisão no campo que resultou em seu cavalo tropeçando e caindo sobre ele. Nicholas sofreu uma lesão no tronco cerebral e, embora possa ouvir e entender tudo e seu cérebro esteja totalmente funcional, a comunicação é difícil", disse ela. Coelen-Rey também disse que, infelizmente, fisicamente, ele não podia fazer nada por si mesmo e era totalmente dependente dos cuidados de enfermagem 24 horas. "Sua vida mudou muito nos últimos anos. Há momentos em que ficamos deprimidos. Nós apenas temos que aceitar", disse ela.
Participou como convidada nos concursos de Miss Mundo de 1975 e 2000 e hoje continua sendo uma socialite de destaque na África do Sul. Em 21 de dezembro de 2016, ela perdeu o filho Nicholas Rey, alguns dias antes de completar 52 anos, devido a problemas de saúde causados pelo acidente de 2004. Ela tem cinco netos e atualmente vive em Ballito, Kwazulu-Natal, 40 km ao norte de Durban. Referindo-se à sua experiência como Miss Mundo, Penelope disse que não havia aproveitado todas as oportunidades oferecidas depois de conquistar o título, mas tinha certeza de que havia feito a coisa certa quando decidiu se casar.

## Resultados
| Posição   | País e Candidata                  |
| Vencedora | - África do Sul - Penelope Coelen |
| 2º. Lugar | - França - Claudine Oger          |
| 3º. Lugar | - Dinamarca - Vinnie Ingemann     |
| 4º. Lugar | - Suécia - Gunilla Wagstrom       |
| 5º. Lugar | - Holanda - Lucienne Struve       |
| 6º. Lugar | - Reino Unido - Eileen Sheridan   |

## Jurados

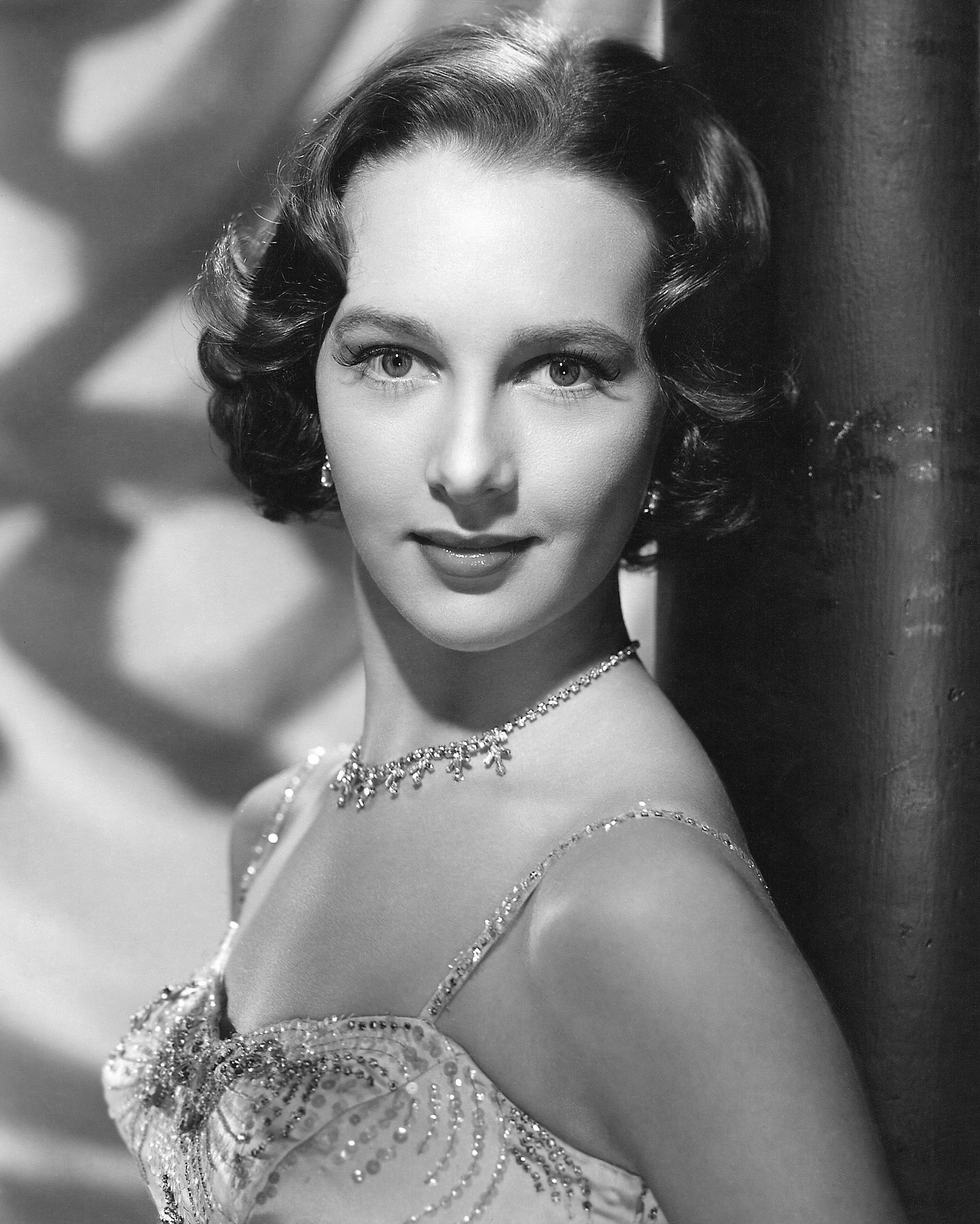
A atriz Taina Elg, uma das juradas deste ano.

Ajudaram a definir a campeã:
1. Charles Jacobs, fotógrafo;
2. Oscar Santa Maria, político;
3. Cynthia Oberholzer, modelo;
4. Stirling Moss, corredor de Fórmula Um;
5. Princess Shakuntala Sharma, fashion designer;
6. Charles Eade, membro do "British Commonwealth Press Union";
7. Claude Berr, membro do comitê "Miss Europa";
8. Taina Elg, atriz finlandesa-americana;
9. David Cowan Dobson, pintor;
10. Barbara Goalen, modelo;

## Candidatas
Disputaram o título este ano:
| - África do Sul - Penelope Anne Coelen - Alemanha - Dagmar Herner - Bélgica - Jeanne Chandelle - Brasil - Sônia Maria Campos - Canadá - Marilyn Anne Keddie - Dinamarca - Vinnie Ingemann - Estados Unidos - Nancy Anne Corcoran - França - Claudine Oger - Grécia - Mary Panoutsopoulou - Holanda - Lucienne Struve | - Irlanda - Susan Riddell - Israel - Rachel Shafrir - Itália - Elisabetta Velinsky - Japão - Hisako Okuse - Marrocos - Jocelyne Lambin - Noruega - Åse Gjeldvik - Reino Unido - Eileen Elizabeth Sheridan - Suécia - Gunilla Harriett Margareta Wagstrom - Turquia - Sunay Uslu - Venezuela - Ida Margarita Pieri |

## Histórico

### Desistências
- Áustria - Elisabeth Schűbel-Auer
- Egito - Leila Saad
- Finlândia - Pirkko Mannola
- Gana - Janet Ohene-Agyei Boateng
- Islândia - Hjordis Sigurvinsdóttir
- Luxemburgo - Lydie Schmit
- Polônia - Krystina Zylowna
- Tunísia - Denise Orlando